# Xanthophyllum subcoriaceum
Xanthophyllum subcoriaceum är en jungfrulinsväxtart som först beskrevs av Chod., och fick sitt nu gällande namn av V. d. Meijden. Xanthophyllum subcoriaceum ingår i släktet Xanthophyllum och familjen jungfrulinsväxter. Inga underarter finns listade i Catalogue of Life.